# Vitantonio Liuzzi
Vitantonio Liuzzi (Locorotondo, 6 augustus 1980) is een Italiaanse coureur die tot 2011 actief was in de Formule 1.
Liuzzi reed in 2005 vier races als tweede rijder voor Red Bull Racing, daarna was hij actief als derde coureur voor het team. In het seizoen 2006 reed hij als tweede coureur voor het nieuwe team van Toro Rosso. In seizoen 2006 pakte hij het enige punt voor Toro Rosso door achtste te worden in Indianapolis. Deze race was kenmerkend door het feit dat deze opvallend veel uitvallers had en er slechts negen auto's over de finish kwamen.
In de grote prijs van China in 2007 boekte Liuzzi zijn beste resultaat uit zijn carrière tot dan toe door als zesde over de finish te komen. Enkele maanden eerder maakte Toro Rosso al bekend dat Vitantonio Liuzzi op zoek mocht gaan naar een ander team voor 2008 aangezien Sebastien Bourdais het seizoen 2008 in zijn plaats ging rijden.
In 2008 reed Vitantonio Liuzzi niet in de Formule 1, maar was hij testrijder voor Force India. Hij kwam overigens wel in aanmerking voor een stoeltje bij dit team, samen met Christian Klien, Roldán Rodríguez, Ralf Schumacher, Giedo van der Garde en Adrián Vallés.
Vitantonio Liuzzi hoopte nog steeds op een terugkeer in de Formule 1 als vaste coureur. De testrijder van Force India kreeg bij Red Bull een onvoldoende, maar de Italiaan gaf de hoop niet op.

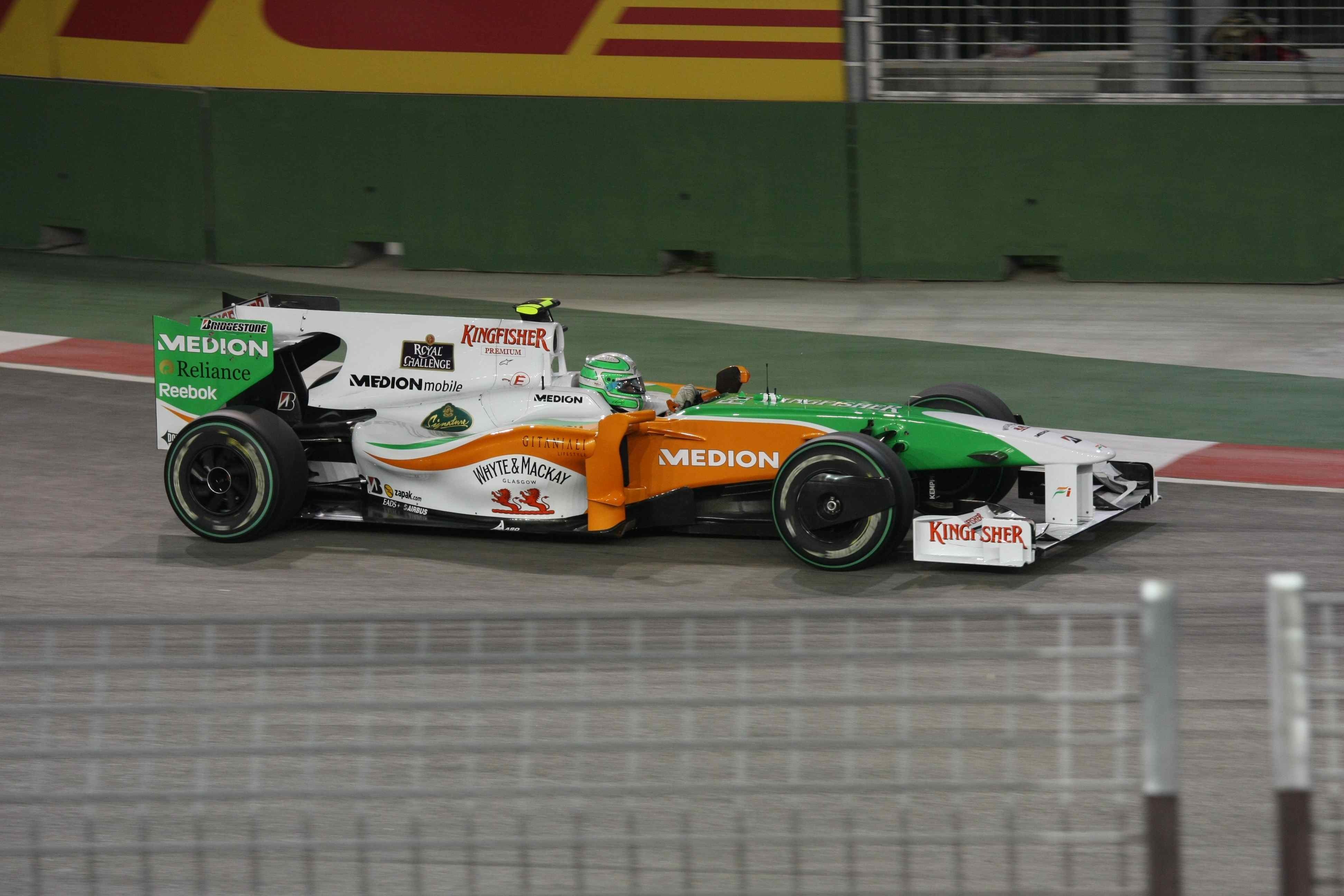
Liuzzi in de Force India, Singapore 2009.

Op zijn 27e kreeg hij eind seizoen 2009 een tweede kans; hij viel in voor Giancarlo Fisichella bij Force India. Fisichella verving op zijn beurt Felipe Massa bij Ferrari.
In 2010 was Liuzzi als tweede rijder actief voor het team Force India waar hij al sinds 2008 onder contract stond. Zijn beste resultaat behaalde hij tegen het eind van het seizoen in de Grand Prix van Korea, hier behaalde hij een zesde positie.
In 2011 werd Liuzzi de tweede rijder bij het team HRT naast de teruggekeerde Narain Karthikeyan.

## Formule 1-carrière
| Jaar/Jaren    | Team        |
| ------------- | ----------- |
| 2005          | Red Bull    |
| 2006 t/m 2007 | Toro Rosso  |
| 2009 t/m 2010 | Force India |
| 2011          | HRT         |

|                       | 2005 | 2006 | 2007 | 2009 | 2010 | 2011 | Totaal |
| --------------------- | ---- | ---- | ---- | ---- | ---- | ---- | ------ |
| Aantal races          | 4    | 18   | 17   | 5    | 19   | 18   | 81     |
| Aantal zeges          | 0    | 0    | 0    | 0    | 0    | 0    | 0      |
| Aantal polepositions  | 0    | 0    | 0    | 0    | 0    | 0    | 0      |
| Aantal snelste ronden | 0    | 0    | 0    | 0    | 0    | 0    | 0      |
| Aantal podiumplaatsen | 0    | 0    | 0    | 0    | 0    | 0    | 0      |
| Aantal WK-punten      | 1    | 1    | 3    | 0    | 21   | 0    | 26     |
| Eindstand WK          | 24   | 19   | 18   | 22   | 15   | 23   |        |

### Totale Formule 1-resultaten
| Seizoen | Inschrijving            | Chassis            | Motor                             | 1       | 2      | 3      | 4      | 5      | 6      | 7      | 8      | 9      | 10     | 11     | 12     | 13     | 14     | 15     | 16     | 17     | 18     | 19     | Pos | Punten |
| ------- | ----------------------- | ------------------ | --------------------------------- | ------- | ------ | ------ | ------ | ------ | ------ | ------ | ------ | ------ | ------ | ------ | ------ | ------ | ------ | ------ | ------ | ------ | ------ | ------ | --- | ------ |
| 2005    | Red Bull Racing         | Red Bull RB1       | Cosworth TJ2005 3.0 V10           | AUS TC  | MAL TC | BHR TC | SMR 8  | ESP NF | MON NF | EUR 9  | CAN    | USA    | FRA TC | GBR TC | GER TC | HUN TC | TUR TC | ITA TC | BEL TC | BRA TC | JPN TC | CHN TC | 24  | 1      |
| 2006    | Scuderia Toro Rosso     | Toro Rosso STR1    | Cosworth TJ2006 3.0 V10 14 Series | BHR 11  | MAL 11 | AUS NF | SMR 14 | EUR NF | ESP 15 | MON 10 | GBR 13 | CAN 13 | USA 8  | FRA 13 | GER 10 | HUN NF | TUR NF | ITA 14 | CHN 10 | JPN 14 | BRA 16 |        | 19  | 1      |
| 2007    | Scuderia Toro Rosso     | Toro Rosso STR2    | Ferrari 056 2.4 V8                | AUS 14  | MAL 17 | BHR NF | ESP NF | MON NF | CAN NF | USA 17 | FRA NF | GBR 16 | EUR NF | HUN NF | TUR 15 | ITA 17 | BEL 12 | JPN 9  | CHN 6  | BRA 13 |        |        | 18  | 3      |
| 2009    | Force India F1 Team     | Force India VJM-02 | Mercedes FO 108W 2.4L V8          | AUS     | MAL    | CHN    | BHR    | ESP    | MON    | TUR    | GBR    | GER    | HUN    | EUR    | BEL    | ITA NF | SIN 14 | JPN 14 | BRA 11 | ABU 15 |        |        | 22  | 0      |
| 2010    | Force India F1 Team     | Force India VJM03  | Mercedes FO 108X 2.4 V8           | BHR 9   | AUS 7  | MAL NF | CHN NF | ESP 15 | MON 9  | TUR 13 | CAN 9  | EUR 16 | GBR 11 | GER 16 | HUN 13 | BEL 10 | ITA 12 | SIN NF | JPN NF | KOR 6  | BRA NF | ABU NF | 15  | 21     |
| 2011    | Hispania Racing F1 Team | Hispania F111      | Cosworth CA2011 2.4 V8            | AUS DNQ | MAL NF | CHN 22 | TUR 22 | ESP NF | MON 16 | CAN 13 | EUR 23 | GBR 18 | GER NF | HUN 20 | BEL 19 | ITA NF | SIN 20 | JPN 23 | KOR 21 | IND    | ABU 20 | BRA NF | 23  | 0      |